# تله‌سینکو
تله‌سینکو (اسپانیایی: Telecinco‎) یک شبکهٔ تلویزیونی اسپانیایی است که زیر نظر مدیاست اسپانیا اداره می‌شود.
نام پیشین این شبکه «تله ۵» بود، چرا که پنجمین شبکهٔ تلویزیونی زمینی اسپانیا (و دومین شبکهٔ خصوصی اسپانیا) بود.